# Essex Senior Football League 2015–16
Essex Senior Football League 2015–16 là mùa giải thứ 45 trong lịch sử Essex Senior Football League, một giải đấu bóng đá ở Anh.

## Essex Senior League
Giải đấu bao gồm 21 đội bóng.
Có 1 đội rời giải trước mùa giải –
- Haringey Borough – thăng hạng Isthmian League Division One North

Có 2 đội gia nhập giải trước mùa giải –
- Burnham Ramblers – xuống hạng từ Isthmian League Division One North
- Wadham Lodge – thăng hạng từ Essex Olympian League Premier Division

Ngoài ra, Greenhouse London đổi tên thành Greenhouse Sports.
Redbridge ban đầu xuống hạng từIsthmian League Division One North, tuy nhiên họ được hủy sự xuống hạng bởi FA.
Có 3 đội bóng đăng ký lên hạng vào Bậc 4: Bowers & Pitsea, FC Romania và Ilford.

### Bảng xếp hạng
| XH | Đội                     | Tr | T  | H  | T  | BT  | BB  | HS  | Đ    | Lên hay xuống hạng  |
| -- | ----------------------- | -- | -- | -- | -- | --- | --- | --- | ---- | ------------------- |
| 1  | Bowers & Pitsea (C) (P) | 40 | 31 | 3  | 6  | 118 | 34  | +84 | 96   | Promotion to Step 4 |
| 2  | Basildon United         | 40 | 30 | 4  | 6  | 109 | 45  | +64 | 94   |                     |
| 3  | FC Romania              | 40 | 27 | 8  | 5  | 114 | 43  | +71 | 89   |                     |
| 4  | Barking                 | 40 | 23 | 10 | 7  | 101 | 50  | +51 | 79   |                     |
| 5  | Ilford                  | 40 | 21 | 9  | 10 | 86  | 51  | +35 | 071b |                     |
| 6  | Wadham Lodge            | 40 | 19 | 10 | 11 | 85  | 56  | +29 | 67   |                     |
| 7  | Clapton                 | 40 | 19 | 10 | 11 | 86  | 67  | +19 | 67   |                     |
| 8  | London Bari             | 40 | 17 | 12 | 11 | 60  | 52  | +8  | 63   |                     |
| 9  | Stansted                | 40 | 18 | 7  | 15 | 76  | 75  | +1  | 61   |                     |
| 10 | Sawbridgeworth Town     | 40 | 19 | 8  | 13 | 68  | 70  | −2  | 061a |                     |
| 11 | Hullbridge Sports       | 40 | 13 | 13 | 14 | 73  | 74  | −1  | 52   |                     |
| 12 | Sporting Bengal United  | 40 | 11 | 13 | 16 | 53  | 65  | −12 | 46   |                     |
| 13 | Eton Manor              | 40 | 13 | 6  | 21 | 73  | 96  | −23 | 45   |                     |
| 14 | Burnham Ramblers        | 40 | 12 | 8  | 20 | 62  | 87  | −25 | 44   |                     |
| 15 | Greenhouse Sports       | 40 | 13 | 4  | 23 | 58  | 94  | −36 | 43   |                     |
| 16 | Southend Manor          | 40 | 12 | 5  | 23 | 56  | 80  | −24 | 41   |                     |
| 17 | Tower Hamlets           | 40 | 10 | 6  | 24 | 49  | 90  | −41 | 36   |                     |
| 18 | Takeley                 | 40 | 8  | 11 | 21 | 47  | 81  | −34 | 35   |                     |
| 19 | Waltham Forest          | 40 | 9  | 4  | 27 | 60  | 98  | −38 | 31   |                     |
| 20 | Enfield 1893            | 40 | 9  | 4  | 27 | 70  | 125 | −55 | 31   |                     |
| 21 | Newham (R)              | 40 | 4  | 9  | 27 | 40  | 111 | −71 | 21   | Rời giải            |

Cập nhật đến ngày 2 tháng 5 năm 2016
Nguồn: Essex Senior League website

aSawbridgeworth Town bị trừ 1 điểm vì sử dụng cầu thủ không hợp lệ trong trận đấu với Newham ngày 22 tháng 8 và 3 điểm vì sử dụng cầu thủ không hợp lệ trong trận đấu với Sporting Bengal United ngày 2 tháng 1.

bIlford bị trừ 1 điểm vì sử dụng cầu thủ không hợp lệ trong trận đấu với Barking ngày 12 tháng 3.
Quy tắc xếp hạng: 1. Điểm; 2. Hiệu số bàn thắng; 3. Số bàn thắng.
(VĐ) = Vô địch; (XH) = Xuống hạng; (LH) = Lên hạng; (O) = Thắng trận Play-off; (A) = Lọt vào vòng sau. 
Chỉ được áp dụng khi mùa giải chưa kết thúc: 
(Q) = Lọt vào vòng đấu cụ thể của giải đấu đã nêu; (TQ) = Giành vé dự giải đấu, nhưng chưa tới vòng đấu đã nêu.